# 카일 무니

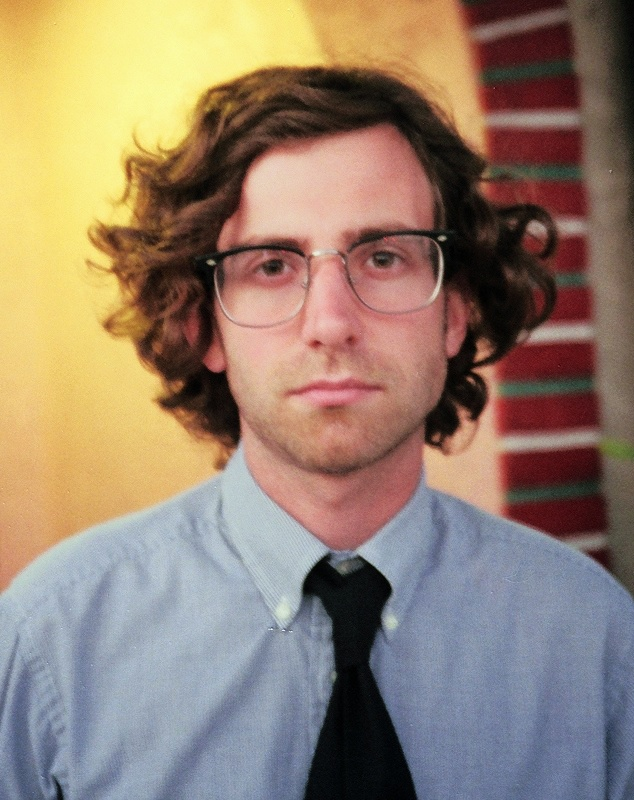

카일 무니(Kyle Mooney, 1984년 9월 4일 ~ )는 미국의 배우, 텔레비전 배우, 각본가, 희극 배우이다.
샌디에이고에서 태어났다.

## 방송
- 헬로 레이디스

## 영화
- Y2K (2024년) - 개럿 역 (감독, 각본)
- 퍼펙트 스틸 (2021년) - 골렘 역
- 컬러풀 디자이어 (2018년) - 게이브 역
- 네버 고잉 백 (2018년)
- 브릭스비 베어 (2017년)
- 나쁜 이웃들 2 (2016년)
- 쥬랜더 리턴즈 (2016년) - 돈 아타리 역
- 그건 너, 바로 너 (2015년)
- 헬로, 마이 네임 이즈 도리스 (2015년)
- 미 힘 허 (2015년)
- 더 파티 이즈 오버 (2015년)
- 헬로 레이디스: 더 무비 (2014년)
- 타임 투 러브 (2014년)
- 킬 미 나우 (2012년) - 제이크 역